# كريمة الشريف
كريمة الشريف ممثلة مصرية من مواليد 11 أغسطس 1942، تنحدر من أسرة فقيرة تسكن حي عابدين. كانت الشقيقة الصغرى لستة أشقاء، توفى والدها واضطرت لترك المدرسة مرغمة  وهي في الصف الخامس الابتدائي. كانت كريمة من عشاق الفنانة ليلى مراد.
استطاعت بعد جهد كبير لقاء يوسف وهبي الذي اقتنع بموهبتها، ومن ثم انضمت إلى فرقته لتقدم العديد من الأعمال المسرحية، بعضها قام التلفزيون بتصويره، والبعض الآخر لم يصور، وكان أشهرها مسرحية «بيومي أفندي» مع أمينة رزق.
بدأت سينمائيًا عام 1962 في فيلم «مذكرات تلميذة» للمخرج أحمد ضياء الدين، لتشارك بعدها في العديد من الأفلام والتي من أبرزها «النظارة السوداء» للمخرج حسام الدين مصطفى عام 1963، و«الخيط الرفيع» للمخرج هنري بركات وبطولة فاتن حمامة عام 1971.
كان لكريمة الشريف أيضاً علامات مضيئة في التلفزيون المصري منذ إنشائه، حيث بدأت مع المخرج حسين فوزي عام 1963 في مسلسل «شجرة الجميز»، إلا أن نضوجها جاء في الثمانينات خصوصاً مع المسلسلات الدينية التي كان يقدمها التلفزيون المصري خلال شهر رمضان، وكانت عاشقة للغة العربية الفصحى رغم صعوبة الأداء بها، وقدمت مسلسل «جمال الدين الأفغاني» للمخرج جلال غنيم عام 1984 و«موسى بن نصير» للمخرج جلال غنيم عام 1983. كما اشتهرت كريمة ببرنامج «حياتي» ذات الحلقات المنفصلة، وكان يقدم في كل حلقة مشكلة اجتماعية أو أسرية في محاولة للوصول إلى حل لها.
توفيت في 25 يناير عام 1993 بعد معاناة مع المرض، وكان رصيد أعمالها 83 عملاً بين المسرح والإذاعة والتلفزيون والسينما.

## أبرز أعمالها
مسلسل «ساعة ولد الهدى» للمخرج أحمد توفيق عام 1992
فيلم «شوارع من نار» للمخرج سمير سيف عام 1984
فيلم «الأحضان الدافئة» للمخرج نجدي حافظ عام 1974
فيلم «جزيرة العشاق» للمخرج حسن رضا عام 1968
فيلم «المراهقات» للمخرج أحمد ضياء الدين عام 1960

## وصلات خارجية
- كريمة الشريف على موقع الدهليز
- كريمة الشريف على موقع قاعدة بيانات الأفلام العربية
- كريمة الشريف على موقع الدهليز
- كريمة الشريف على موقع كاروهات